# Тріплов Євген
Тріплов Євген (справжнє ім'я — Гарбаренко Євген Степанович; нар. 9 червня 1987, Васильків, Україна) — український музичний продюсер, режисер, автор пісень та співак. Співзасновник і учасник гурту Бамбинтон.

## Музична діяльність

### Рання творчість
Вперше професійно займатись музикою Євген почав у 2017 році — разом з Анастасією Лисициною (Настя Лиса) створив гурт Бамбинтон. В той час співак використовував псевдонім Женя М'яч. З 2017 по 2021 рік гурт випустив 17 пісень, 11 з яких входить у альбом «Альбом Года». Пісня гурту «Зая» набрала понад 51,8 млн переглядів у YouTube станом на 12 жовтня 2023 року, зокрема була популярною в Китаї — потрапляла у китайські чарти. У 2017 році гурт було номіновано на музичну премію M1 Music Awards 2017 в категорії «Прорив року», а 14 грудня 2019 року гурт отримав музичну премію Eurasian Music Awards в номінації «Прорив Євразії». Також в 2019 році гурт виступив в Китаї як запрошені гості в межах проєкту Universal Show для телеканалу CCTV. В 2023 році гурт випустив свою першу україномовну пісню під назвою «Голос».
Паралельно Євген писав пісні та продюсував треки іншим виконавцям — у 2018 році був співавтором слів до пісень «Cosmic feelings» та «Внезапно» української співачки Тіни Кароль, а також разом з Олею Цибульською написав слова до її пісні «Дівчинка». У травні 2020 року Євген спродюсував кліп до пісні «Тіпок» українського реп-гурту KALUSH. Також у 2020 році він, разом із Анастасією Лисициною, працював над музикою до пісень «ВЕЧЕРиНОЧКА» — виконавців MONATIK та Віри Брежнєвої, та «Словно цветы» — співачки Nino Basilaya. В кінці року репери BULA & SVNV випустили офіційний кліп до пісні «Тлеет», над яким Євген працював як головний продюсер.

### 2021
У 2021 році продюсер працював над кліпом до пісні «Like You» виконавця KIRASIN SUMMER, що вийшов 23 квітня. Разом із Юрієм Бардашем розпочав співпрацю із співаком Wellboy — був режисером та музичним продюсером кліпу до треку «Гуси», яка в 2022 році перемогла у номінації «Найкраща пісня» музичної премії YUNA, а також співавтором музики та слів, музичним продюсером та режисером кліпу до пісні «Вишні». Також брав участь у проєкті «Слушай сюда» Вельбоя. У серпні 2021 року вийшла пісня «Здатен» виконавців Юри Самовілова (САМНАСАМ) та Тіни Кароль, співавтором слів та саунд-продюсером до якої був Євген. Також у серпні став співавтором пісні «Черкай іскру» — колаборація Тіни Кароль та Вельбоя.

### 2022
На початку 2022 року режисер працював над кліпом до пісні «Затишно» гурту східзахід, а також написав слова та музику і спродюсував трек «Nozzy Bossy» виконавця Wellboy, та зняв кліп до нього. Згодом з цією піснею співак виступив у фіналі нацвідбору на Євробачення-2022. Після початку повномасштабного вторгнення залишився жити та працювати в Україні. У червні, в скандалі з Юрієм Бардашем, Євген наполягав на висловленні власної позиції Юрія щодо російської агресії проти України. Після відмови, Євген у колаборації з лейблом Papa Music став музичним продюсером співака Wellboy. У 2022 році був співавтором слів та музики до пісні «Ворогів на ножі», а також разом з Сергієм Єрмолаєвим спродюсував альбом «8 марабу» Wellboy. Зокрема працював і над піснею «Додому», яка станом на 13 жовтня 2023 року налічувала понад 20 млн прослуховувань на платформі YouTube. В кінці року продюсер написав слова та спродюсував пісню «Замало» української співачки Victoria Niro.

### 2023
У 2023 році Євген разом з Papa Music почав співпрацю з співаком Enleo — працював над піснями «чорнеморе» та «м'ятна ніч».
В квітні 2023 року співак Wellboy оголосив, що покидає лейбл Papa Music, назвавши причиною розбіжності з засновником Олексієм Голубєвим та музичним продюсером Євгеном Тріпловим у «російському питанні». Також артист вказав на начебто зв'язки Голубєва із рф та своїм експродюсером Юрієм Бардашем. За версією Музвар випадок артиста з музичним продюсером увійшов до ТОП-5 найвідоміших випадків розриву взаємин у музичній індустрії України.
У вересні Євген разом з Сергієм Єрмолаєвим та Катериною Бєгу написав музику та слова до пісні «Полюбила» співачки Злати Огнєвіч, а також працював над кліпом до пісні «Квіткою» співака КИЛИММЕН. В жовтні вийшов трек «Цілуй» виконавців DEMCHUK та Анни Трінчер, та «ЗОРІ» виконавця Voloshyn, над якими продюсер також працював.
В грудні у співачки Анни Трінчер вийшов трек «Колоски», що потрапив до топ-3 пісень чарту Apple Music: «Ukraine Top 100 Pop Songs», продюсером та співавтором якого був Євген. Того ж місяця разом з Владом Булавою створив український музичний ютуб-проєкт «Мультитрек», у якому вже брали участь: Kola, Cheev, Анна Трінчер, Kazka, Злата Огнєвіч та інші.

### 2024
12 січня вийшов альбом Злати Огнєвіч «Віддаю», одним із продюсерів якого був Євген.
В рамках проєкту «Мультитрек» продюсер також почав працювати над реаліті-шоу «Мультипотяг».
На початку травня Євген спродюсував та написав слова до пісні «Зіниці» співака Golubenko, та пісні «Зусилля» співака Voloshyn. Також у травні став співавтором слів пісні «Кохаю» Злати Огнєвіч.
У червні Євген Тріплов доєднався до команди нацвідбору на Дитяче Євробачення 2024. Також став продюсером та автором пісень в рамках дитячого пісенного конкурсу, зокрема написав три пісні: «Unbelievable», «Harmony» та «Плачуть янголи».
23 липня в Анни Трінчер вийшов трек «Зі смаком вишні», над текстом та музикою до якого працював Євген.
Також у 2024 році Євген Тріплов почав співпрацю з артистом «Харфанг», зокрема написав та спродюсував пісні: «Усе», «Око за око» та «Місія».